# Stadtbus Kreuzlingen

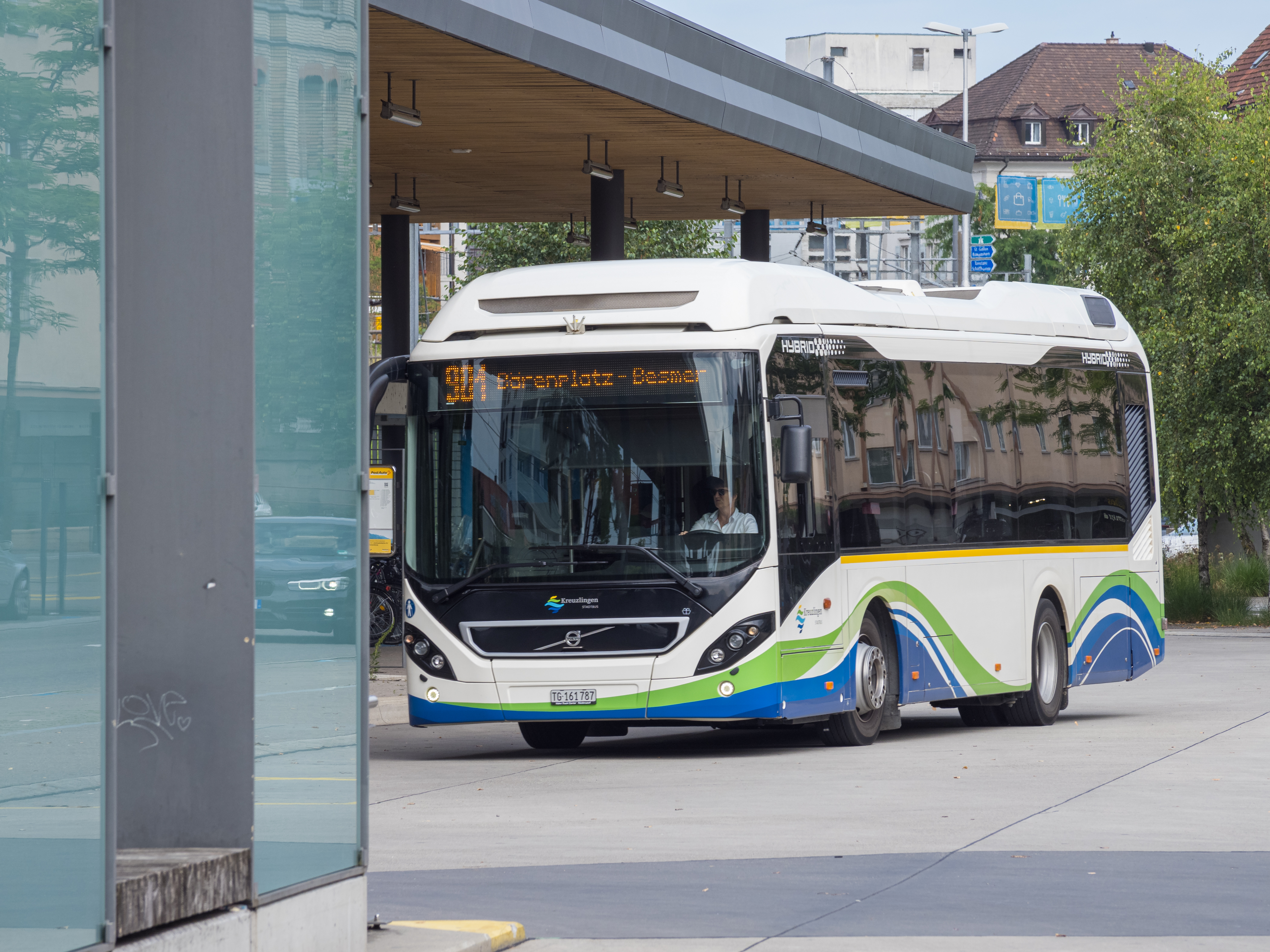
Volvo Hybrid-Bus im Dienste von Stadtbus Kreuzlingen

Stadtbus Kreuzlingen ist ein öffentliches Verkehrsunternehmen in der Schweiz, das die Gemeinde Kreuzlingen und die umliegenden Gemeinden bedient.
Es betreibt ein Netz von zehn Bus-Linien und drei Nachtbussen. Die regionalen Busse nach Amriswil, Frauenfeld und Weinfelden werden von der Firma Postauto bedient.

## Streckennetz
| Linie | Strecke                                                 | Haltestellen | Fahrzeit in Minuten |
| ----- | ------------------------------------------------------- | ------------ | ------------------- |
| 901   | Kreuzlingen Hauptbahnhof – Kreuzlingen Besmer           | 14/10        | 10/12               |
| 902   | Kreuzlingen Schwimmbad – Kreuzlingen Bahnhof Bernrain   | 16/18        | 17/15               |
| 903   | Kreuzlingen Konstanzerstrasse – Kreuzlingen Ribistrasse | 10/15        | 9/18                |
| 907   | Kreuzlingen Hauptbahnhof – Tägerwilen Hertler           | 21           | 13                  |
| 908   | Konstanz Zähringerplatz – Münsterlingen Vorderdorf      | 14/12        | 35/40               |
| 920   | Kreuzlingen Hauptbahnhof – Frauenfeld Bahnhof           | 25           | 43                  |
| 921   | Kreuzlingen Kantonsschule – Weinfelden Bahnhof          | 24           | 29                  |
| 923   | Kreuzlingen Hauptbahnhof – Altnau Bahnhof               | 31           | 31                  |
| 924   | Kreuzlingen Hafen – Weinfelden Bahnhof                  | 34           | 49                  |
| 931   | Münsterlingen Spitaleingang – Amriswil Bahnhof          | 23           | 28                  |